# دانشگاه آزاد اسلامی واحد نی‌ریز
دانشگاه آزاد اسلامی واحد نی ریز، یکی از واحدهای بسیار بزرگ دانشگاه آزاد اسلامی در شهر نی ریز است. این دانشگاه در رتبه‌بندی وبومتریکس ۲۰۲۰ هشتمین واحد دانشگاه آزاد برتر استان فارس پس از شیراز، مرودشت، جهرم، نورآباد، ارسنجان،  سروستان، سپیدان است. دانشگاه آزاد اسلامی واحد نی ریز دارای۶۰ رشته تحصیلی در مقاطع کاردانی، کارشناسی، کارشناسی ارشد(۱۵رشته) است.